# Sauropsis
Sauropsis — викопний рід морських кісткових риб родини Пахикорміди (Pachycormidae). Існував наприкінці
юрського періоду (180—150 млн років тому). Скам'янілі рештки представників роду знайдені у Європі та на Кубі.

## Опис
Це була хижа риба, завдовжки до одного метра. У неї було струнке тіло і два довгих грудних плавці. У порівнянні з іншими пов'язаними формами, наприклад Pachycormus, ця риба мала подовжений череп, твердіший осьовий скелет та вузькі і загострені ребра; хвіст був глибоко роздвоєний.

## Види
Рід Sauropsis існував протягом 30 млн років у кінці юри. Наразі описано 4 види:
- Sauropsis latus, знайдений у Англії;
- Sauropsis longimanus, найкраще збережений зразок (Німеччина).
- Sauropsis veruinalis, найдавніший вид, відомий з Німеччини;
- Sauropsis woodwardi, кубинський вид;